# Septfonds
Pour les articles homonymes, voir Septfonds (Yonne).
Pour la décision de justice, voir arrêt Septfonds.
Septfonds [sɛtfɔ̃] (Sèt-fonts en occitan) est une commune française située dans le nord-est du département de Tarn-et-Garonne, en région Occitanie. Sur le plan géologique, historique et culturel, la commune est dans le causse de Caylus, au sud du causse de Limogne, occupant une situation de carrefour à la limite du Quercy et du Rouergue.
Exposée à un climat océanique altéré, elle est drainée par la Lère, le ruisseau de daudou, le ruisseau de Fontanel, le ruisseau de Tapon, le ruisseau du Traversié et par divers autres petits cours d'eau. La commune possède un patrimoine naturel remarquable composé de deux zones naturelles d'intérêt écologique, faunistique et floristique.
Septfonds est une commune rurale qui compte 2 254 habitants en 2022. Elle est dans l'unité urbaine de Septfonds et fait partie de l'aire d'attraction de Montauban. Ses habitants sont appelés les Septfontois ou  Septfontoises.

## Géographie

### Localisation
Commune située sur la Lère et sur la route nationale 126, entre Caussade et Caylus.

### Communes limitrophes
Septfonds est limitrophe de six autres communes.
Les communes limitrophes sont  Caussade, Cayriech, Lavaurette, Monteils, Saint-Antonin-Noble-Val, Saint-Cirq et Saint-Georges.
| Caussade | Cayriech   | Saint-Georges, Lavaurette |
| Monteils | Septfonds  | Saint-Antonin-Noble-Val   |
|          | Saint-Cirq |                           |

### Géologie et relief
Une partie du territoire communal se trouve sur le causse de Caylus.
La superficie de la commune est de 2 705 hectares ; son altitude varie de 128  à   247 mètres.

### Hydrographie

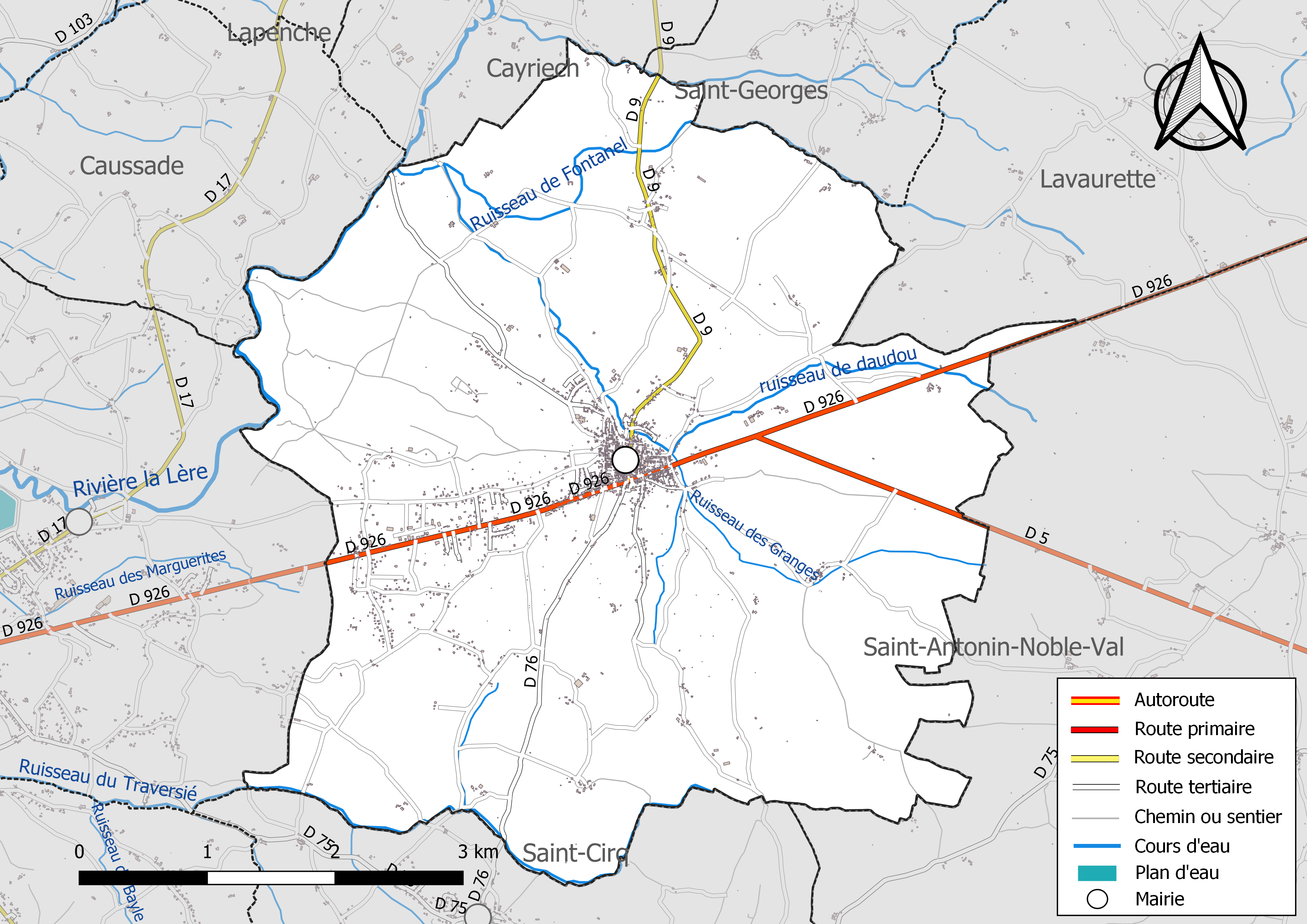
Réseaux hydrographique et routier de Septfonds.

La commune est dans le bassin versant de la Garonne, au sein du bassin hydrographique Adour-Garonne. Elle est drainée par la Lère, le ruisseau de daudou, le ruisseau de Fontanel, le ruisseau de Tapon, le ruisseau du Traversié, le ruisseau des Granges, le ruisseau des Martines et par deux petits cours d'eau, constituant un réseau hydrographique de 21 km de longueur totale,.
La Lère, d'une longueur totale de 45,1 km, prend sa source dans la commune de Saillac et s'écoule du nord-est au sud-ouest. Elle traverse la commune et se jette dans l'Aveyron à Albias, après avoir traversé 14 communes.

### Climat
Pour des articles plus généraux, voir Climat de l'Occitanie et Climat de Tarn-et-Garonne.
En 2010, le climat de la commune est de type climat du Bassin du Sud-Ouest, selon une étude du Centre national de la recherche scientifique s'appuyant sur une série de données couvrant la période 1971-2000. En 2020, Météo-France publie une typologie des climats de la France métropolitaine dans laquelle la commune est exposée à un climat océanique altéré et est dans la région climatique Aquitaine, Gascogne, caractérisée par une pluviométrie abondante au printemps, modérée en automne, un faible ensoleillement au printemps, un été chaud (19,5 °C), des vents faibles, des brouillards fréquents en automne et en hiver et des orages fréquents en été (15 à 20 jours).
Pour la période 1971-2000, la température annuelle moyenne est de 12,8 °C, avec une amplitude thermique annuelle de 16 °C. Le cumul annuel moyen de précipitations est de 776 mm, avec 10 jours de précipitations en janvier et 5,9 jours en juillet. Pour la période 1991-2020, la température moyenne annuelle observée sur la station météorologique de Météo-France la plus proche, « St-antonin-teus », sur la commune de Saint-Antonin-Noble-Val à 11 km à vol d'oiseau, est de 13,8 °C et le cumul annuel moyen de précipitations est de 872,1 mm. 
La température maximale relevée sur cette station est de 42,5 °C, atteinte le 27 juin 2019 ; la température minimale est de −14 °C, atteinte le 9 février 2012,,.
Les paramètres climatiques de la commune ont été estimés pour le milieu du siècle (2041-2070) selon différents scénarios d'émission de gaz à effet de serre à partir des nouvelles projections climatiques de référence DRIAS-2020. Ils sont consultables sur un site dédié publié par Météo-France en novembre 2022.

### Milieux naturels et biodiversité
L’inventaire des zones naturelles d'intérêt écologique, faunistique et floristique (ZNIEFF) a pour objectif de réaliser une couverture des zones les plus intéressantes sur le plan écologique, essentiellement dans la perspective d’améliorer la connaissance du patrimoine naturel national et de fournir aux différents décideurs un outil d’aide à la prise en compte de l’environnement dans l’aménagement du territoire.
Une ZNIEFF de type 1 est recensée sur la commune :
la « basse vallée de la Lère et bois Redon » (345 ha), couvrant 3 communes du département et une ZNIEFF de type 2, : 
le « causse du Frau et falaises rive droite de l'Aveyron entre Montricoux et Saint-Antonin-Noble-val » (6 135 ha), couvrant 7 communes dont une dans le Tarn et six dans le Tarn-et-Garonne.

Carte des ZNIEFF de type 1 et 2 à Septfonds.
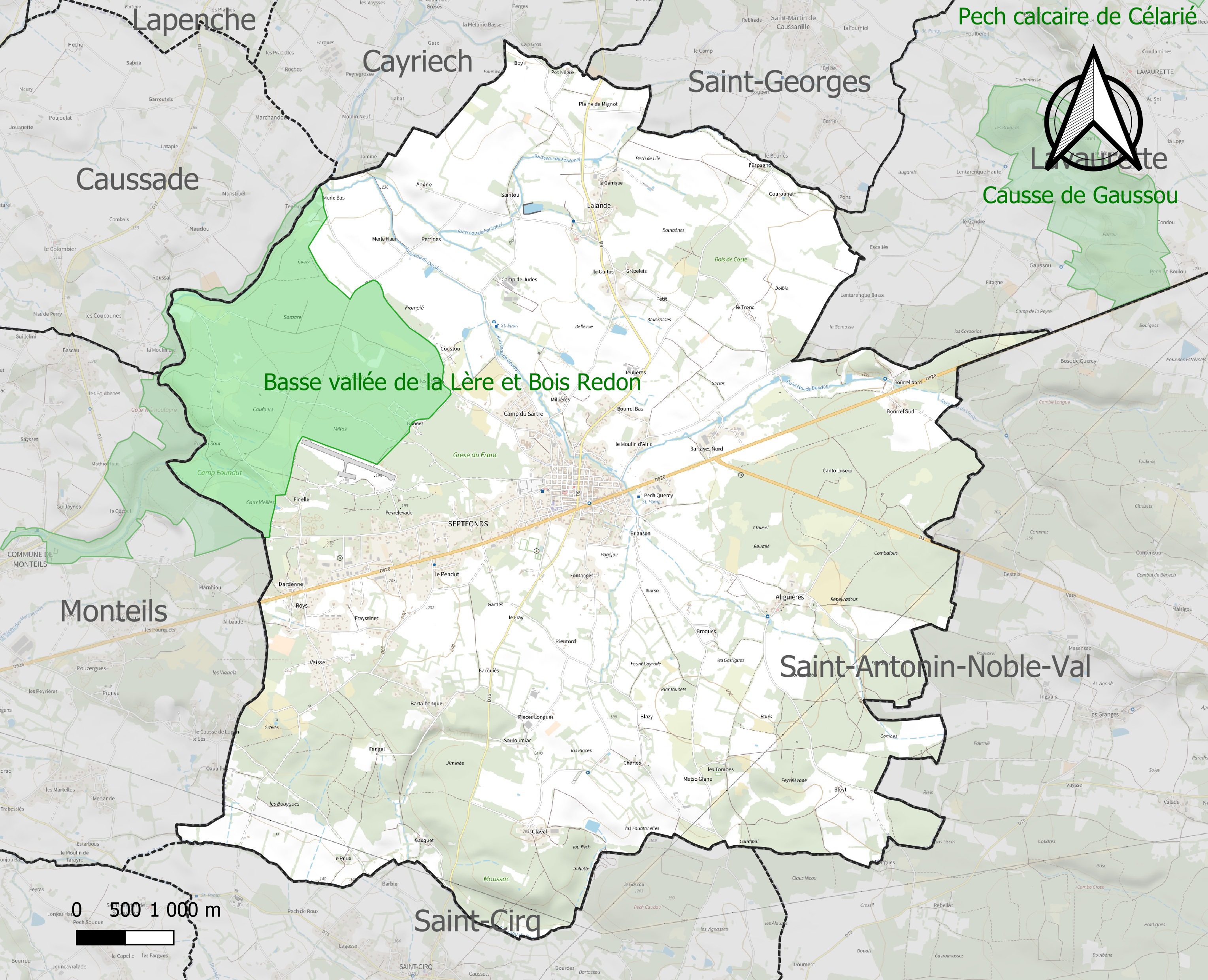
Carte de la ZNIEFF de type 1 sur la commune.
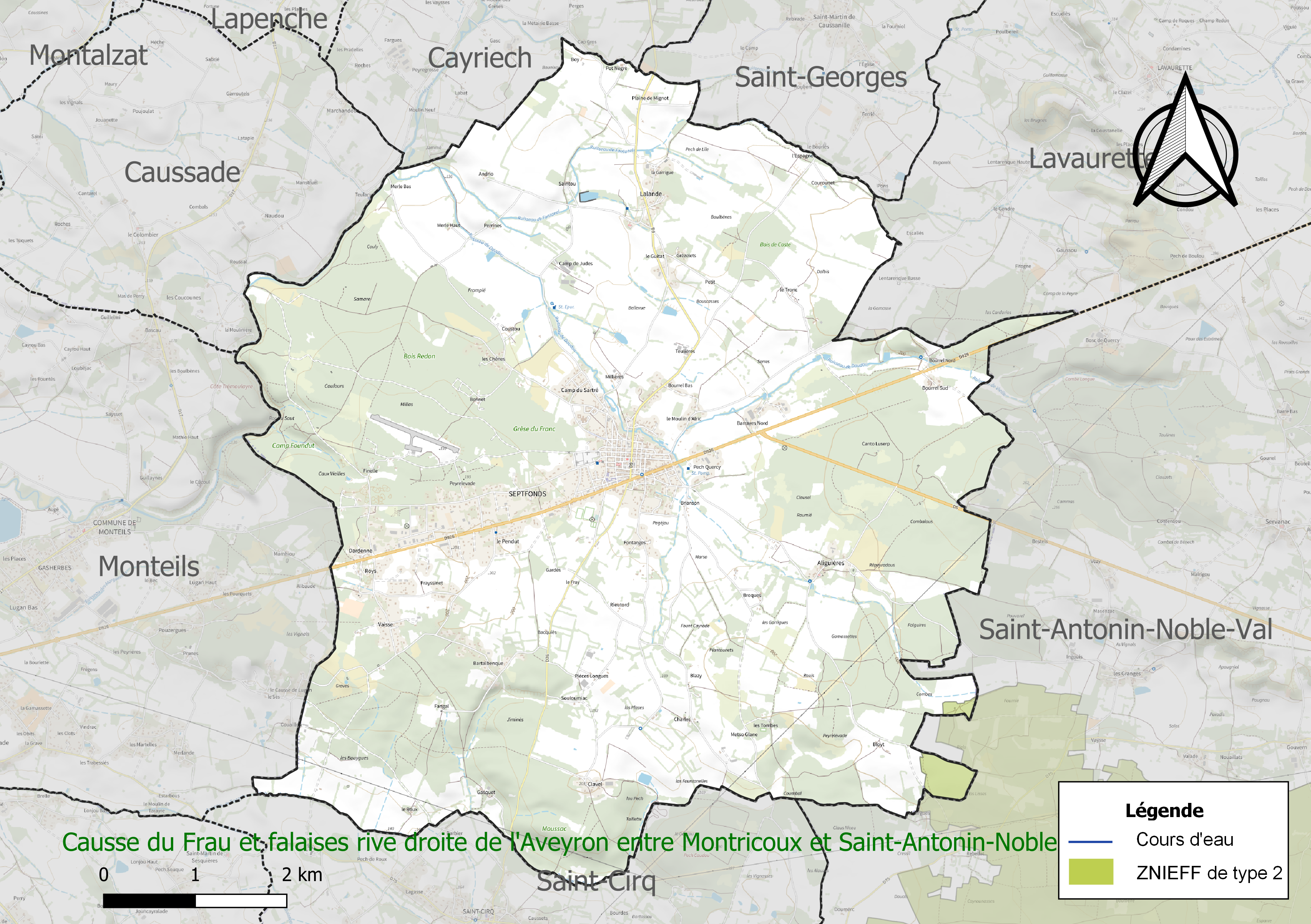
Carte de la ZNIEFF de type 2 sur la commune.

## Urbanisme

### Typologie
Au 1er janvier 2024, Septfonds est catégorisée bourg rural, selon la nouvelle grille communale de densité à sept niveaux définie par l'Insee en 2022.
Elle appartient à l'unité urbaine de Septfonds, une unité urbaine monocommunale constituant une ville isolée,. Par ailleurs la commune fait partie de l'aire d'attraction de Montauban, dont elle est une commune de la couronne,. Cette aire, qui regroupe 50 communes, est catégorisée dans les aires de 50 000 à moins de 200 000 habitants,.

### Occupation des sols
L'occupation des sols de la commune, telle qu'elle ressort de la base de données européenne d’occupation biophysique des sols Corine Land Cover (CLC), est marquée par l'importance des territoires agricoles (60,2 % en 2018), en diminution par rapport à 1990 (63,9 %). La répartition détaillée en 2018 est la suivante : 
forêts (27,1 %), prairies (25,6 %), zones agricoles hétérogènes (25 %), terres arables (9,6 %), zones urbanisées (7 %), milieux à végétation arbustive et/ou herbacée (4,7 %), zones industrielles ou commerciales et réseaux de communication (0,9 %). L'évolution de l’occupation des sols de la commune et de ses infrastructures peut être observée sur les différentes représentations cartographiques du territoire : la carte de Cassini (XVIIIe siècle), la carte d'état-major (1820-1866) et les cartes ou photos aériennes de l'IGN pour la période actuelle (1950 à aujourd'hui).

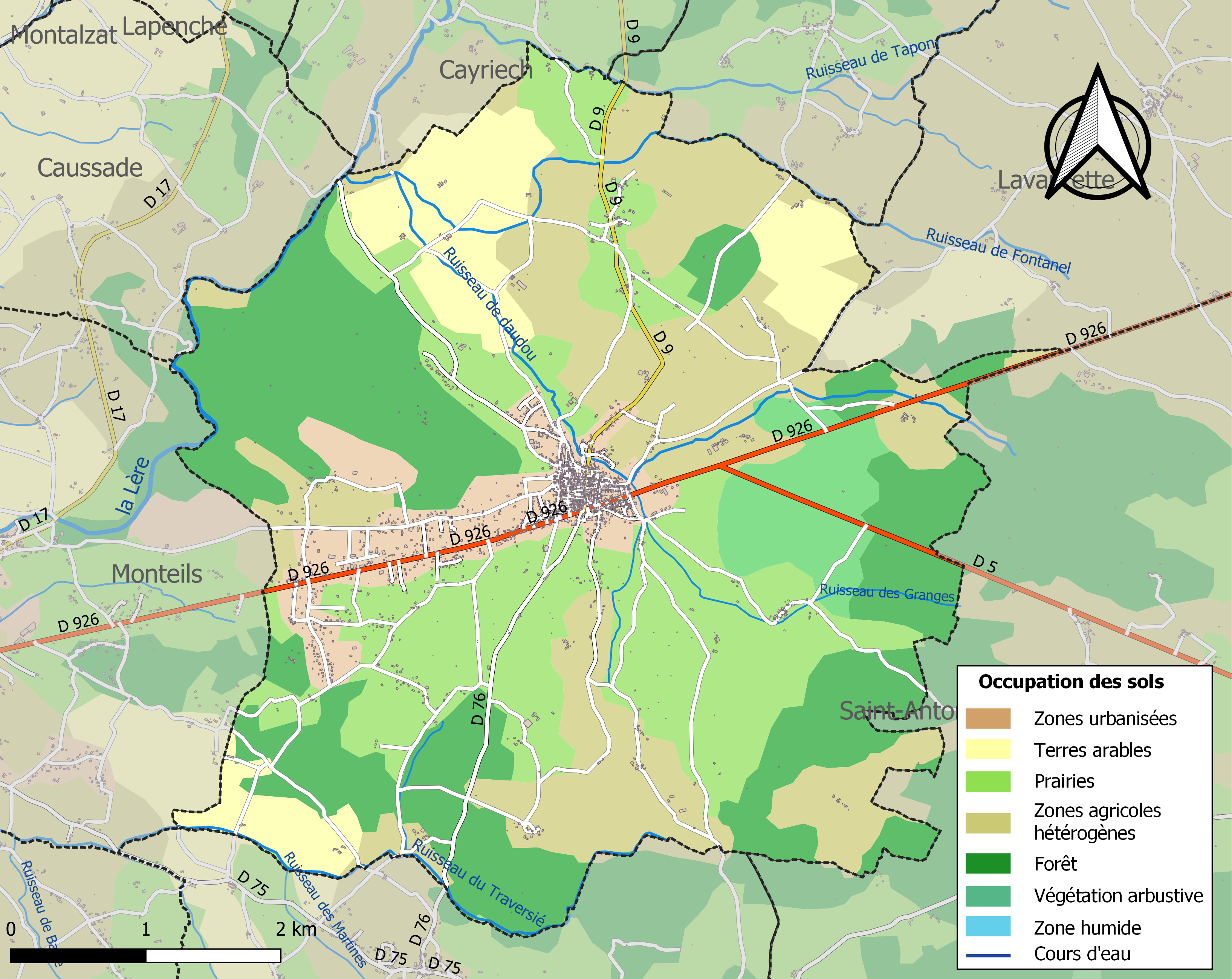
Carte des infrastructures et de l'occupation des sols de la commune en 2018 (CLC).

### Voies de communication et transports
Accès avec la route départementale D 926 (ex Route nationale 126) et les lignes intermodales d'Occitanie.
La commune a été desservie par la ligne 5 des Tramways de Tarn-et-Garonne entre 1913 et 1933. La gare toujours existante, située Avenue Lacassagne, a été reconvertie en logement. Un abri qui matérialisait la halte de Bourrel est préservé à proximité du croisement entre la D926 et la route de Bourrel-Haut.

### Risques majeurs
Le territoire de la commune de Septfonds est vulnérable à différents aléas naturels : météorologiques (tempête, orage, neige, grand froid, canicule ou sécheresse), inondations, feux de forêts, mouvements de terrains et séisme (sismicité très faible). Il est également exposé à un risque technologique,  le transport de matières dangereuses. Un site publié par le BRGM permet d'évaluer simplement et rapidement les risques d'un bien localisé soit par son adresse soit par le numéro de sa parcelle.

#### Risques naturels
Certaines parties du territoire communal sont susceptibles d’être affectées par le risque d’inondation par débordement de cours d'eau, notamment la Lère. La cartographie des zones inondables en ex-Midi-Pyrénées réalisée dans le cadre du XIe Contrat de plan État-région, visant à informer les citoyens et les décideurs sur le risque d’inondation, est accessible sur le site de la DREAL Occitanie. La commune a été reconnue en état de catastrophe naturelle au titre des dommages causés par les inondations et coulées de boue survenues en 1982, 1983, 1992 et 1999,.
Septfonds est exposée au risque de feu de forêt du fait de la présence sur son territoire . Le département de Tarn-et-Garonne présentant toutefois globalement un niveau d’aléa moyen à faible très localisé, aucun Plan départemental de protection des forêts contre les risques d’incendie de forêt (PFCIF) n'a été élaboré. Le débroussaillement aux abords des maisons constitue l’une des meilleures protections pour les particuliers contre le feu,.

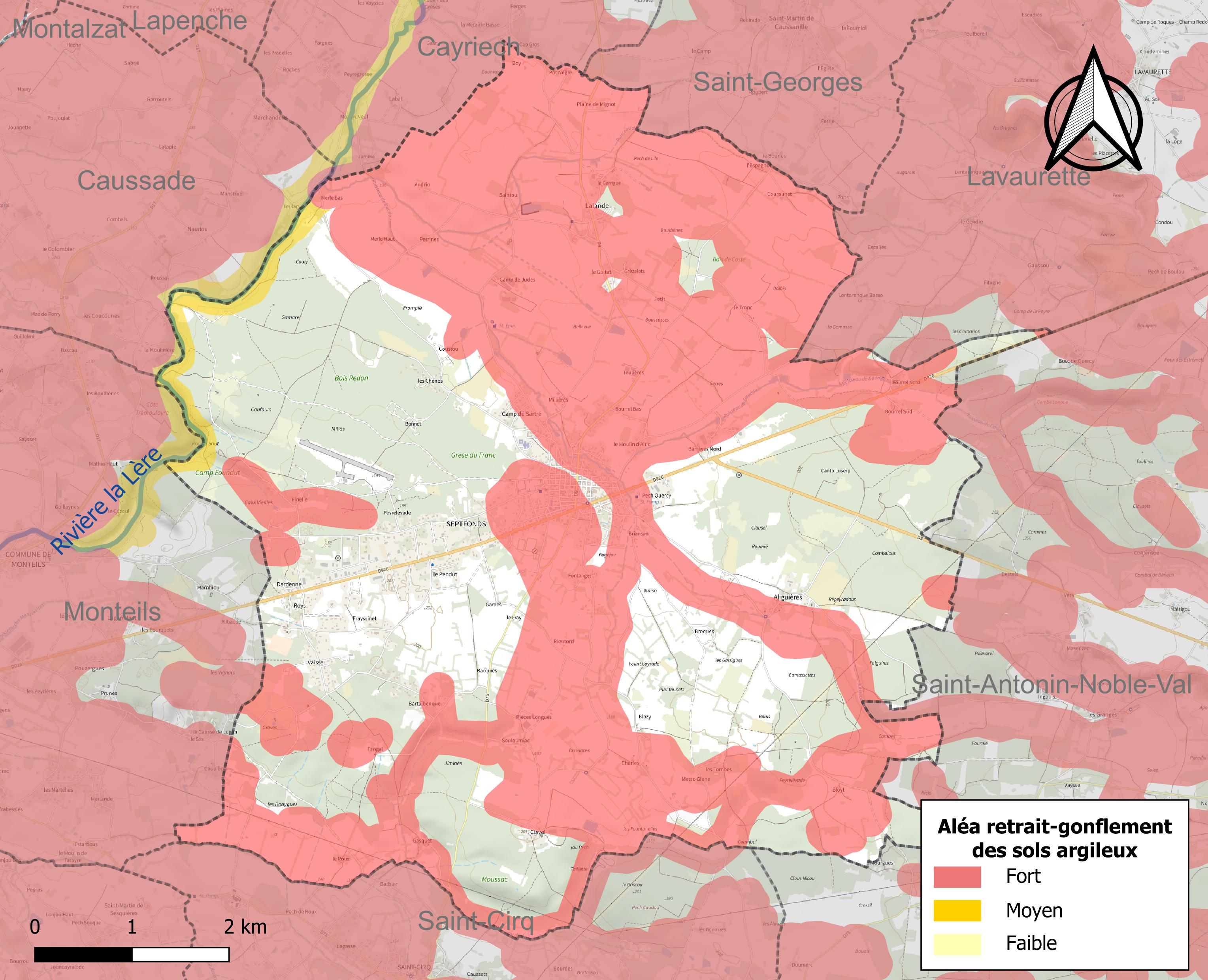
Carte des zones d'aléa retrait-gonflement des sols argileux de Septfonds.

Les mouvements de terrains susceptibles de se produire sur la commune sont des tassements différentiels.
Le retrait-gonflement des sols argileux est susceptible d'engendrer des dommages importants aux bâtiments en cas d’alternance de périodes de sécheresse et de pluie. 55,4 % de la superficie communale est en aléa moyen ou fort (92 % au niveau départemental et 48,5 % au niveau national). Sur les 1 075 bâtiments dénombrés sur la commune en 2019, 636 sont en aléa moyen ou fort, soit 59 %, à comparer aux 96 % au niveau départemental et 54 % au niveau national. Une cartographie de l'exposition du territoire national au retrait gonflement des sols argileux est disponible sur le site du BRGM,.
Par ailleurs, afin de mieux appréhender le risque d’affaissement de terrain, l'inventaire national des cavités souterraines permet de localiser celles situées sur la commune.
Concernant les mouvements de terrains, la commune a été reconnue en état de catastrophe naturelle au titre des dommages causés par la sécheresse en 2003, 2009, 2012 et 2018 et par des mouvements de terrain en 1999.

#### Risques technologiques
Le risque de transport de matières dangereuses sur la commune est lié à sa traversée par des infrastructures routières ou ferroviaires importantes ou la présence d'une canalisation de transport d'hydrocarbures. Un accident se produisant sur de telles infrastructures est susceptible d’avoir des effets graves sur les biens, les personnes ou l'environnement, selon la nature du matériau transporté. Des dispositions d’urbanisme peuvent être préconisées en conséquence.

## Toponymie
Le nom de la commune est dû à la présence de sept sources.

## Histoire
Plusieurs dolmens sont visibles à l'Ouest du bourg de Septfonds au Sud de l'aérodrome et au nord du lieu dit Peyrelevade : dolmens de la Finelle 1 et 2, de Peyrelevade et de Caux-Vieille. Ils ont été élevés sur un affleurement de calcaires séquanien.
Septfonds était desservie, pendant la période 1913–1933, par la ligne de tramway n°5 reliant Caussade à Caylus (20 km) qui longeait la route départementale D926 actuelle. C'était la seule gare intermédiaire.
Les autorités française établirent à Septfonds un camp d'internement pour 16 000 républicains espagnols à partir de février 1939 qui servit plus tard de centre de rétention pour les juifs raflés durant l'été 1942 avant qu'il ne gagnent Drancy puis l'un des camps d'extermination de Pologne.

## Politique et administration

### Administration municipale
Le nombre d'habitants au recensement de 2017 étant compris entre 1 500 habitants et 2 499 habitants, le nombre de membres du conseil municipal pour l'élection de 2020 est de dix neuf,.

### Rattachements administratifs et électoraux
Commune faisant partie de l'arrondissement de Montauban de la communauté de communes du Quercy Caussadais et du canton de Quercy-Rouergue (avant le redécoupage départemental de 2014, Septfonds faisait partie de l'ex-canton de Caussade).

### Liste des maires
| Période   | Période  | Identité                | Étiquette | Qualité                                                           |
| --------- | -------- | ----------------------- | --------- | ----------------------------------------------------------------- |
| 1789      | 1790     | J.b. Henri Victor Faure |           |                                                                   |
| 1790      | 1791     | Jean-baptiste Vaïsse    |           |                                                                   |
| 1791      | 1796     | Jean-jacques Reveillat  |           |                                                                   |
| 1796      | 1797     | E. Flavien Astruc       |           |                                                                   |
| 1797      | 1798     | François Besse          |           |                                                                   |
| 1798      | 1800     | Antoine Penche          |           |                                                                   |
| 1800      | 1821     | Jean-jacques Reveillat  |           |                                                                   |
| 1821      | 1831     | Jean Pierre Lacam       |           |                                                                   |
| 1831      | 1848     | Jean Marc Sers          |           |                                                                   |
| 1848      | 1851     | Jean Pierre Vaïsse      |           |                                                                   |
| 1851      | 1860     | Jean Lacam              |           |                                                                   |
| 1860      | 1866     | Casimir Cabrit          |           |                                                                   |
| 1866      | 1870     | Jean Jougla             |           |                                                                   |
| 1870      | 1871     | Jean Cantecor           |           |                                                                   |
| 1871      | 1872     | Jean Jougla             |           |                                                                   |
| 1872      | 1878     | Louis Boislong          |           |                                                                   |
| 1878      | 1888     | Jean Louis Tabarly      |           |                                                                   |
| 1888      | 1892     | Jean Lacam              |           |                                                                   |
| 1892      | 1886     | Jean Laffond            |           |                                                                   |
| 1896      | 1900     | Léopold Galan           |           |                                                                   |
| 1900      | 1909     | Henri Rey               |           | Industriel Conseiller général du canton de Caussade (1904 → 1909) |
| 1909      | 1925     | Sylvestre Tabarly       |           |                                                                   |
| 1925      | 1935     | Rémy Sarny              |           |                                                                   |
| 1935      | 1942     | Urbain Solomiac         |           |                                                                   |
| 1942      | 1944     | Arthur Boyer            |           |                                                                   |
| 1944      | 1945     | Marcel Lacassagne       |           |                                                                   |
| 1945      | 1955     | Antoine Quercy          |           |                                                                   |
| 1955      | 1965     | Marcel Lacassagne       |           |                                                                   |
| mars 1965 | 1971     | Francis Lafont          |           |                                                                   |
| mars 1971 | 1974     | Pierre Pilchen          |           |                                                                   |
| 1974      | 1993     | Pierre Fontayne         | MRG       | Ancien Notaire                                                    |
| 1993      | 1995     | André Mignot            |           |                                                                   |
| 1995      | 2001     | Christian Tschocke      |           |                                                                   |
| mars 2001 | 2020     | Jacques Tabarly         | PRG       | Retraité Conseiller général du canton de Caussade (2011 → 2015)   |
| 2020      | En cours | Nadine Sinopoli         | DVG       | Conseillère départementale depuis 2021                            |

## Population et société

### Démographie
L'évolution du nombre d'habitants est connue à travers les recensements de la population effectués dans la commune depuis 1793. Pour les communes de moins de 10 000 habitants, une enquête de recensement portant sur toute la population est réalisée tous les cinq ans, les populations de référence des années intermédiaires étant quant à elles estimées par interpolation ou extrapolation. Pour la commune, le premier recensement exhaustif entrant dans le cadre du nouveau dispositif a été réalisé en 2008.

En 2022, la commune comptait 2 254 habitants, en évolution de +2,45 % par rapport à 2016 (Tarn-et-Garonne : +3,12 %, France hors Mayotte : +2,11 %).
| 1793  | 1800 | 1806  | 1821  | 1831  | 1836  | 1841  | 1846  | 1851  |
| ----- | ---- | ----- | ----- | ----- | ----- | ----- | ----- | ----- |
| 1 009 | 952  | 1 035 | 1 039 | 1 057 | 1 214 | 1 185 | 1 227 | 1 235 |

| 1856  | 1861  | 1866  | 1872  | 1876  | 1881  | 1886  | 1891  | 1896  |
| ----- | ----- | ----- | ----- | ----- | ----- | ----- | ----- | ----- |
| 1 220 | 1 203 | 1 303 | 1 369 | 1 432 | 1 469 | 1 635 | 1 872 | 2 192 |

| 1901  | 1906  | 1911  | 1921  | 1926  | 1931  | 1936  | 1946  | 1954  |
| ----- | ----- | ----- | ----- | ----- | ----- | ----- | ----- | ----- |
| 2 371 | 2 404 | 2 213 | 1 784 | 1 744 | 1 518 | 1 373 | 1 449 | 1 440 |

| 1962  | 1968  | 1975  | 1982  | 1990  | 1999  | 2006  | 2008  | 2013  |
| ----- | ----- | ----- | ----- | ----- | ----- | ----- | ----- | ----- |
| 1 583 | 1 600 | 1 605 | 1 579 | 1 731 | 1 860 | 2 039 | 2 090 | 2 160 |

| 2018  | 2022  | - | - | - | - | - | - | - |
| ----- | ----- | - | - | - | - | - | - | - |
| 2 225 | 2 254 | - | - | - | - | - | - | - |

| selon la population municipale des années : | 1968 | 1975 | 1982 | 1990 | 1999 | 2006 | 2009 | 2013 |
| Rang de la commune dans le département      | 19   | 19   | 18   | 19   | 19   | 19   | 19   | 19   |
| Nombre de communes du département           | 195  | 195  | 195  | 195  | 195  | 195  | 195  | 195  |

### Enseignement
Septfonds fait partie de l'académie de Toulouse et de la circonscription d'inspection du 1er degré de Caussade.
La commune comporte une école maternelle (0820485G) et primaire (0820484F) « Les 7 Fontaines ». Ces établissements proposent un restaurant scolaire. 133 élèves ont été accueillis dans 6 classes pendant l'année scolaire 2021-2022.
Les collèges les plus proches se situent à Caussade (6 km) public et privé, à Saint-Antonin-Noble-Val (12 km) public.

### Sports
- Racing Club Septfontois, club de rugby à XV ayant évolué en championnat de France de 3e série, qu'ils ont remporté en 1926.
- FC Septfontois, club de football évoluant en promotion de 1re série, champion Tarn-et-Garonne saison 2011/2012.
- Tour de Tarn-et-Garonne

## Économie

### Revenus
En 2018, la commune compte 1 004 ménages fiscaux, regroupant 2 145 personnes. La médiane du revenu disponible par unité de consommation est de 19 360 € (20 140 € dans le département). 36 % des ménages fiscaux sont imposés (42,6 % dans le département).

### Emploi
|                | 2008  | 2013   | 2018   |
| -------------- | ----- | ------ | ------ |
| Commune        | 8,3 % | 11,4 % | 11,4 % |
| Département    | 8,4 % | 10,2 % | 10,3 % |
| France entière | 8,3 % | 10 %   | 10 %   |

En 2018, la population âgée de 15 à 64 ans s'élève à 1 222 personnes, parmi lesquelles on compte 70,5 % d'actifs (59,1 % ayant un emploi et 11,4 % de chômeurs) et 29,5 % d'inactifs,. En  2018, le taux de chômage communal (au sens du recensement) des 15-64 ans est supérieur à celui de la France et du département, alors qu'il était inférieur à celui du département en 2008.
La commune fait partie de la couronne de l'aire d'attraction de Montauban, du fait qu'au moins 15 % des actifs travaillent dans le pôle,. Elle compte 407 emplois en 2018, contre 391 en 2013 et 403 en 2008. Le nombre d'actifs ayant un emploi résidant dans la commune est de 733, soit un indicateur de concentration d'emploi de 55,6 % et un taux d'activité parmi les 15 ans ou plus de 46,8 %.
Sur ces 733 actifs de 15 ans ou plus ayant un emploi, 166 travaillent dans la commune, soit 23 % des habitants. Pour se rendre au travail, 87,3 % des habitants utilisent un véhicule personnel ou de fonction à quatre roues, 2 % les transports en commun, 6,4 % s'y rendent en deux-roues, à vélo ou à pied et 4,2 % n'ont pas besoin de transport (travail au domicile).

### Activités hors agriculture

#### Secteurs d'activités
150 établissements sont implantés  à Septfonds au 31 décembre 2019. Le tableau ci-dessous en détaille le nombre par secteur d'activité et compare les ratios avec ceux du département,.
| Secteur d'activité                                                                                        | Commune | Commune | Département |
| Secteur d'activité                                                                                        | Nombre  | %       | %           |
| --- | ------- | ------- | ----------- |
| Ensemble                                                                                                  | 150     | 100 %   | (100 %)     |
| Industrie manufacturière, industries extractives et autres                                                | 14      | 9,3 %   | (9,6 %)     |
| Construction                                                                                              | 26      | 17,3 %  | (14,9 %)    |
| Commerce de gros et de détail, transports, hébergement et restauration                                    | 43      | 28,7 %  | (29,7 %)    |
| Information et communication                                                                              | 2       | 1,3 %   | (1,9 %)     |
| Activités financières et d'assurance                                                                      | 2       | 1,3 %   | (3,4 %)     |
| Activités immobilières                                                                                    | 4       | 2,7 %   | (3,3 %)     |
| Activités spécialisées, scientifiques et techniques et activités de services administratifs et de soutien | 20      | 13,3 %  | (14,1 %)    |
| Administration publique, enseignement, santé humaine et action sociale                                    | 22      | 14,7 %  | (13,6 %)    |
| Autres activités de services                                                                              | 17      | 11,3 %  | (9,3 %)     |

Le secteur du commerce de gros et de détail, des transports, de l'hébergement et de la restauration est prépondérant sur la commune puisqu'il représente 28,7 % du nombre total d'établissements de la commune (43 sur les 150 entreprises implantées  à Septfonds), contre 29,7 % au niveau départemental.

#### Entreprises et commerces
Les cinq entreprises ayant leur siège social sur le territoire communal qui génèrent le plus de chiffre d'affaires en 2020 sont : 
- Ozon, ingénierie, études techniques (1 822 k€)
- SARL Fichter Et Fils, travaux de peinture et vitrerie (579 k€)
- Herve Meric, travaux de menuiserie bois et PVC (289 k€)
- Acs - Alban Computer Services, réparation d'ordinateurs et d'équipements périphériques (255 k€)
- SARL Serene, autres commerces de détail spécialisés divers (231 k€)

Apparue en 1797 à Septfonds, l'industrie de la chapellerie, en particulier des chapeaux de paille, s'y est largement développée ; cette activité y atteint son maximum en 1900. Malgré le déclin de l'activité, Septfonds comptait encore en 1999 quatre fabriques de chapeaux.

### Agriculture
La commune est dans les Causses du Quercy, une petite région agricole située dans l'est du département de Tarn-et-Garonne. En 2020, l'orientation technico-économique de l'agriculture  sur la commune est la polyculture et/ou le polyélevage. 
|               | 1988  | 2000 | 2010  | 2020  |
| ------------- | ----- | ---- | ----- | ----- |
| Exploitations | 49    | 27   | 16    | 14    |
| SAU (ha)      | 1 200 | 997  | 1 145 | 1 219 |

Le nombre d'exploitations agricoles en activité et ayant leur siège dans la commune est passé de 49 lors du recensement agricole de 1988  à 27 en 2000 puis à 16 en 2010 et enfin à 14 en 2020, soit une baisse de 71 % en 32 ans. Le même mouvement est observé à l'échelle du département qui a perdu pendant cette période 57 % de ses exploitations,. La surface agricole utilisée sur la commune a quant à elle augmenté, passant de 1 200 ha en 1988 à 1 219 ha en 2020. Parallèlement la surface agricole utilisée moyenne par exploitation a augmenté, passant de 24 à 87 ha.

## Culture locale et patrimoine

### Lieux et monuments
- 15 dolmens sont recensés sur la commune dont le dolmen de Finelle-Haut, au sud de l'aérodrome et classé monument historique en 1889.
- Église Saint-Blaise de Septfonds.
- Chapelle sanctuaire Notre-Dame-des-Sept-Douleurs de Septfonds.
- Église Saint-Pierre-ès-Liens d'Aliguières.
- Église Notre-Dame-de-l'Assomption de Lalande.
- Abbaye Saint-Marcel
- Le camp de Septfonds où quelque 16 000 républicains espagnols furent internés à partir de février 1939. Plus tard, le camp servit aussi de centre de rétention pour les juifs raflés durant l'été 1942 avant qu'il ne gagnent Drancy puis l'un des camps d'extermination de Pologne. Si les traces du camp ont presque toutes disparu, il demeure à Septfonds un cimetière espagnol[51],[52]. On peut aussi voir à Septfonds des œuvres réalisées par des réfugiés : toiles conservées à l'hôtel de ville[53] (par Salvador Soria Zapater et Josep Ponti Musté), et à l'église  le très beau chemin de croix[54] peint par Bonaventura Trepat Samarra (1907-1941)[55].

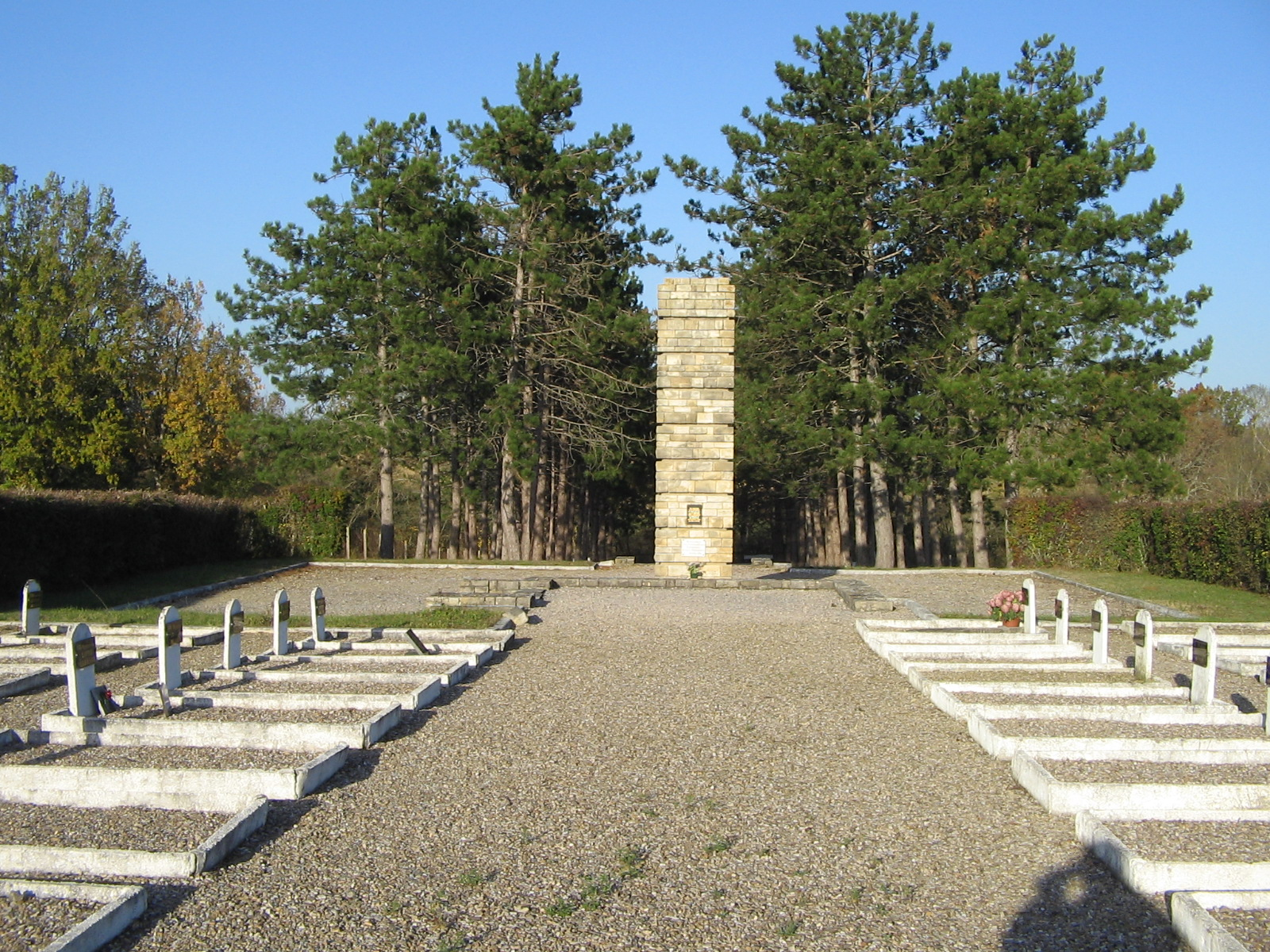
Le cimetière espagnol de Septfonds (82) en novembre 2012.
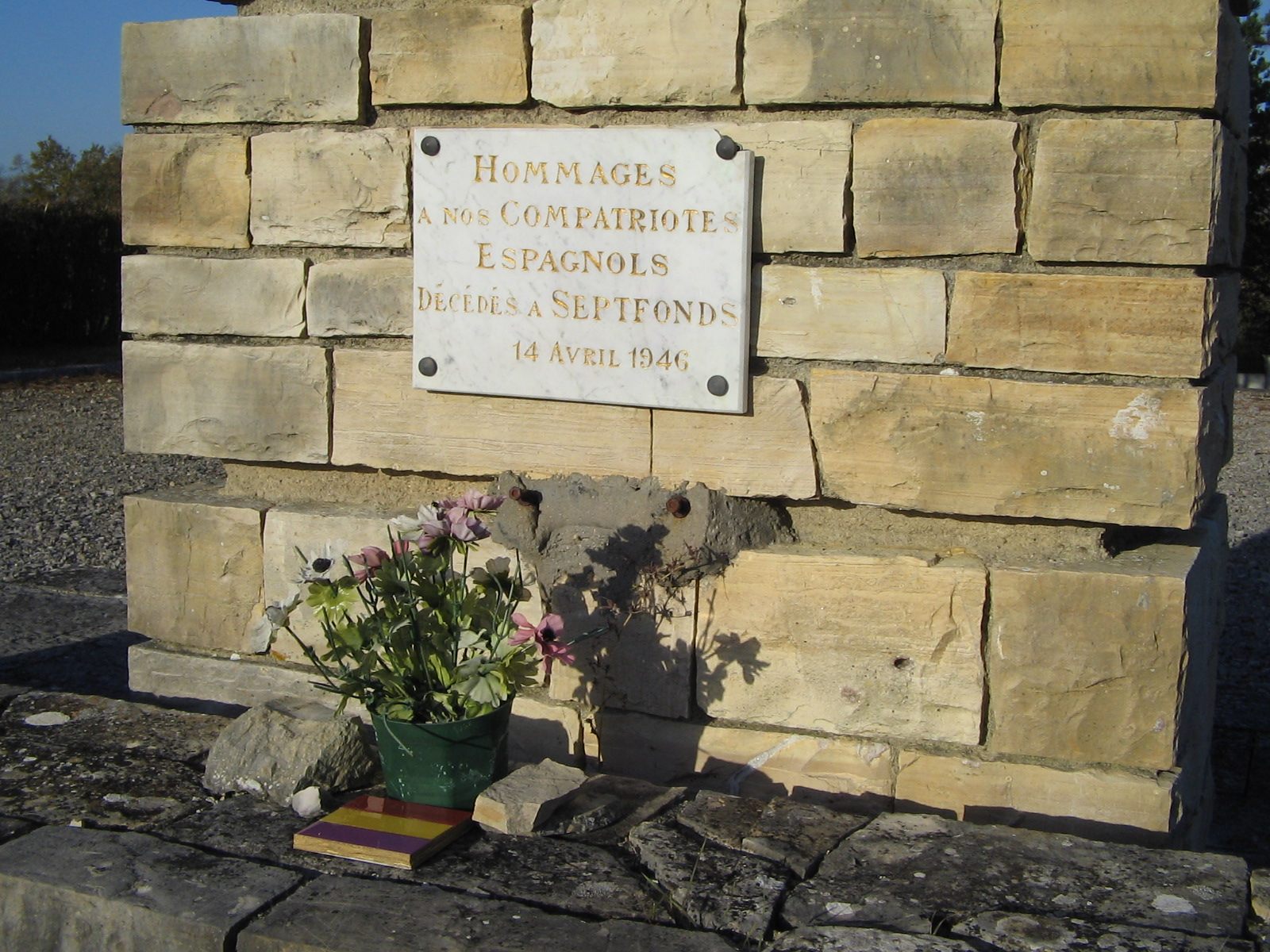
Une plaque dans le cimetière de Septfonds (82) en novembre 2012.
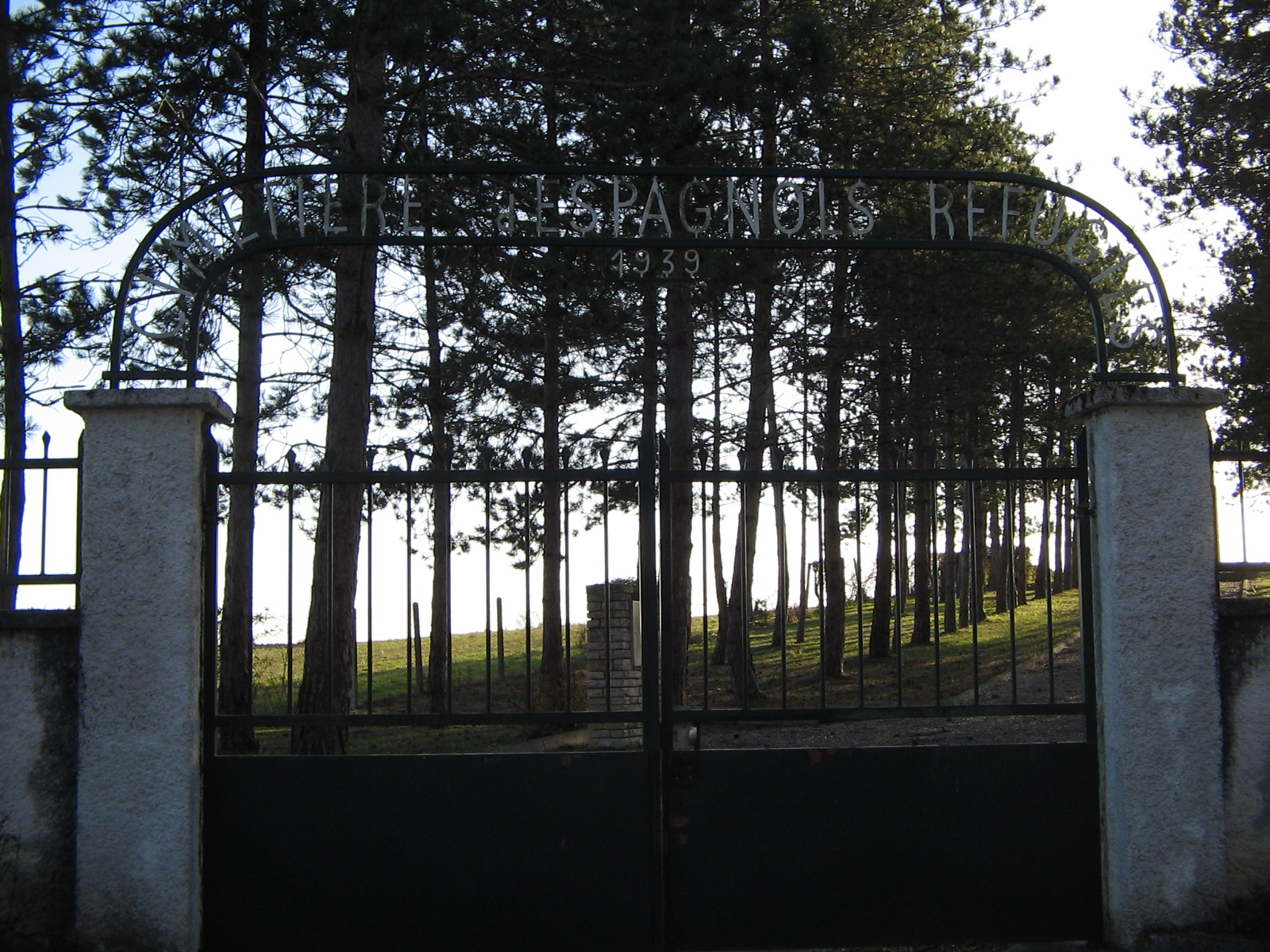
La grille du cimetière espagnol de Septfonds (82) en novembre 2012.

- Aérodrome privé à l'est de la commune.

### Personnalités liées à la commune
- Max Rodriguez : chapelier.
- Dieudonné Costes : aviateur né à Septfonds, une rue de la commune porte son nom.
- Étienne Roda-Gil : écrivain, parolier.
- Pierre Nègre : acteur.
- Pierre Durou : acteur
- Jean-Baptiste Massillon.
- Sébastien Carrat : joueur de rugby à XV ayant évolué dans le club de Caussade-Septfonds.
- Adrien Pélissié : joueur de rugby à XV né dans la commune.

## Héraldique
| Blason | Blasonnement : De gueules aux sept fontaines d'argent, ordonnées 3, 3 et 1. |

## Pour approfondir